# گویش لوپ
گویش لوپ یا لوپنور گویشی از زبان‌های ترکی است که در شهرستان لوپ در سین‌کیانگ چین گفتگو می‌شود. گویشوران آن به عنوان بخشی از ملیت «اویغور» در سرشماری‌های چین گنجانده می‌شوند.

## دسته‌بندی
لوپ در کنار اویغوری و ازبکی در شاخه قارلقی زبان‌های ترکی قرار دارد. وضعیت آن به عنوان زبانی متمایز از اویغوری مورد اختلاف است. گرچه برخی از ویژگی‌های این زبان آن را از اویغوری معیار متمایز می‌کند، برخی از زبان‌شناسان آن را گویشی از اویغوری بر می‌شمرند.